# Olejak

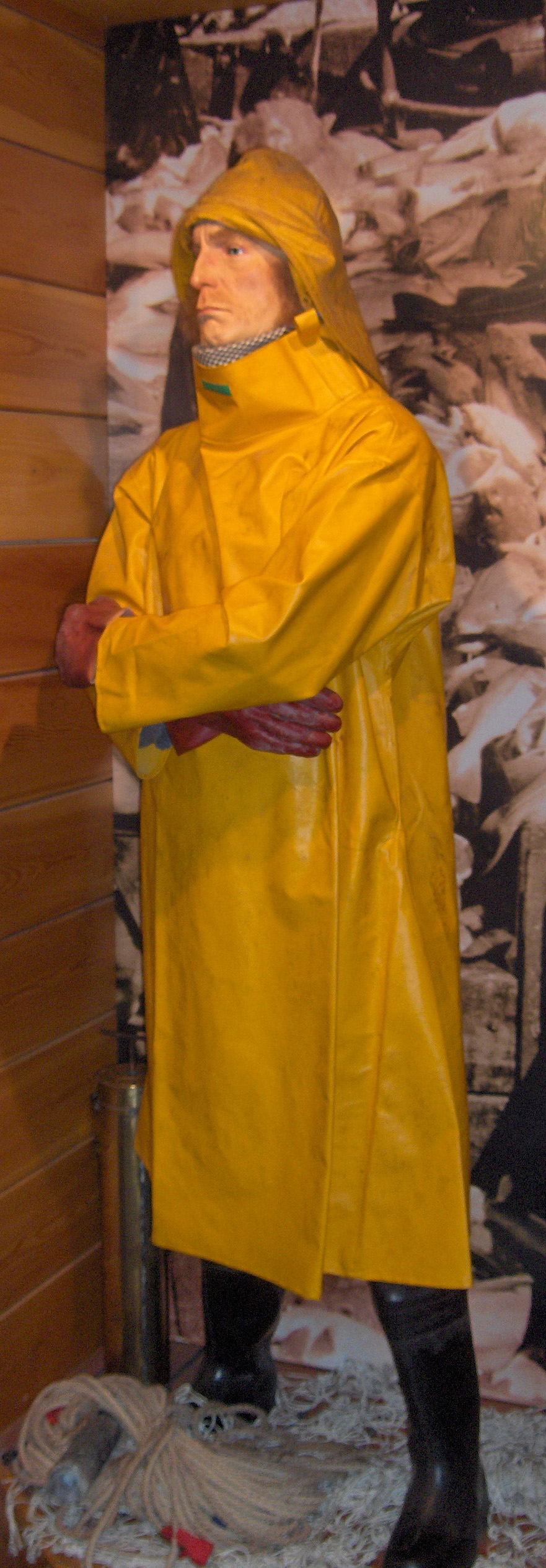
Rybak w kaloszach, olejakowym sztormiaku i zydwestce

Olejak to powszechnie używana nazwa odzieży wierzchniej impregnowanej parafiną. Są to głównie kamizelki, kurtki, płaszcze, spodnie i kapelusze np. kurtka olejakowa, płaszcz olejakowy. Odzież „olejakowa” ma specyficzny wygląd i wydziela charakterystyczny oleisty intensywny zapach (po ang. oilskin, kurtka olejakowa – oilskin jacket).

## Historia
Tradycja odzieży „olejakowej” sięga kilkuset lat. Żeglarze na całym świecie poczynając od Wielkiej Brytanii, Kanady, Australii i Nowej Zelandii potrzebowali odzieży wierzchniej zapewniającej ochronę przed wyjątkowo niekorzystnymi warunkami panującymi na morzach i oceanach.
Początkowo by chronić się przed ciągle wiejącym, zimnym, silnym wiatrem oraz wodą morską i deszczem zaczęto używać do szycia płaszczy i pałatek materiału z płótna żagli nasączonego olejem lnianym. Wytworzona w ten sposób odzież była trwała i skutecznie chroniła swych właścicieli przed deszczem i wiatrem. Tak narodził się pierwowzór dzisiejszych „olejaków”.
W XIX wieku płótno z żagli zastąpiono tkaniną z bawełny i dzięki temu stały się lżejsze i trwalsze. Wkrótce „olejaki” przyjęły się na całym świecie i nie tylko wśród ludzi morza lecz także wśród farmerów, stockmanów i kowbojów.
Kolejny postęp technologiczny nastąpił w okresie międzywojennym. Nasączanie materiałów olejem lnianym zostało zastąpione przez impregnację wcieraną parafiną. Zamiana środka impregnującego sprawiła, że odzież „olejakowa” stała się bardziej oddychająca i nie żółkła z upływem czasu. Materiał stał się mniej sztywny i umożliwiał większą swobodę ruchu.
W czasie II wojny światowej płaszcze „olejakowe” były używane jako ochronne okrycie wierzchnie dla marynarzy alianckich okrętów podwodnych i statków. To dzięki marynarzom, już po II wojnie światowej, płaszcze stały się niezmiernie popularne wśród motocyklistów na całym świecie. Che Guevara używał płaszcza olejakowego podczas swojej słynnej podróży motocyklowej przez Amerykę Łacińską.
Dzisiejsza odzież „olejakowa” zachowała tradycyjny wygląd i dalej cechuje się doskonałą odpornością na wiatr i deszcz przy zachowaniu oddychalności materiału. Przy produkcji nie używa się jak niegdyś grubego płótna lecz najwyższej jakości bawełny.
Do produkcji markowej odzieży „olejakowej” wykorzystuje się wysokogatunkową, gęsto tkaną bawełnę egipską o najdłuższych i najmocniejszych włóknach.